# Земляничне
Земляни́чне (до 1945 року — Ортала́н, крим. Ortalan) — село в Україні, у Білогірському районі Автономної Республіки Крим. Центр Земляничненської сільської ради.

## Опис
Село розкинулося в гірській улоговині Внутрішнього пасма Кримських гір, в долині річки Су-Індол. За кілометр від села проходить шосе Сімферополь – Феодосія.
За останніми даними, в Земляничному проживає 660 осіб.
В селі знаходиться мечеть Орталан Джамісі.

## Географія
Селом протікає річка Чамар.

## Історія
Християнське поселення Орталан засноване у Середньовіччя нащадками готів і алан, що змішалися з місцевим населенням. Вперше Орталан згадується наприкінці XIV ст. як одне з сіл, що були власністю Солдайського (Судацького) генуезького консульства.
У XVII столітті тут знаходилися два палаци багатих та впливових татарських беїв Ширинських. Проте основне населення було, найімовірніше, вірменським. Є дані, що в селі існувала вірменська церква і кладовище біля неї, але нічого з цього не збереглося. 
У 1778 роді 406 вірмен були насильно виселені Суворовим на Дон, село було спустошено. Є дані, що в селі існувала вірменська церква і кладовище біля неї, але нічого з цього не збереглося. 
Катерина II подарувала Орталан разом із 2,5 тисячами десятин землі своєму камердинеру Зотову.

## Населення

### Мова
Розподіл населення за рідною мовою за даними перепису 2001 року:
| Мова              | Кількість | Відсоток |
| ----------------- | --------- | -------- |
| російська         | 350       | 47.81 %  |
| кримськотатарська | 336       | 45.90 %  |
| українська        | 33        | 4.51 %   |
| болгарська        | 7         | 0.96 %   |
| румунська         | 1         | 0.14 %   |
| інші/не вказали   | 5         | 0.68 %   |
| Усього            | 732       | 100 %    |